# بخش‌های دپارتمان سوا
بخش‌های دپارتمان سوا (انگلیسی: Arrondissements of the Savoie department) شامل ۳ بخش به شرح زیر است:
1. بخش البرتویل با ۷۴ کمون (فرانسه) و جمعیت ۱۱۱ هزار نفر در سال ۲۰۱۳ می‌باشد.
2. بخش شامبری با ۱۵۵ کمون (فرانسه) و جمعیت ۲۶۸ هزار نفر در سال ۲۰۱۳ می‌باشد.
3. بخش سن-ژان-دو-موری‌ان با ۵۶ کمون (فرانسه) و جمعیت ۴۳ هزار نفر در سال ۲۰۱۳ می‌باشد.